# Hemimorina angulosa
Hemimorina angulosa là một loài bướm đêm trong họ Geometridae.